# ترویز: اسکورت
ترویز ۳: اسکورت (به انگلیسی: Trois 3: The Escort) یک فیلم سینمایی آمریکایی تریلر وابسته به عشق شهوانی محصول سال ۲۰۰۴ به کارگردانی سیلوین وایت و با بازی برایان جی. وایت، پاتریس فیشر، ریگان گومز-پرستون و آیزیا واشینگتن است. این فیلم به صورت ویدئویی در تاریخ ۲۸ دسامبر ۲۰۰۴ منتشر شد. این دنباله قسمت قبلی بنام ترویز ۲: جعبه پاندورا(۲۰۰۲) است.